# Peșterile din Gera

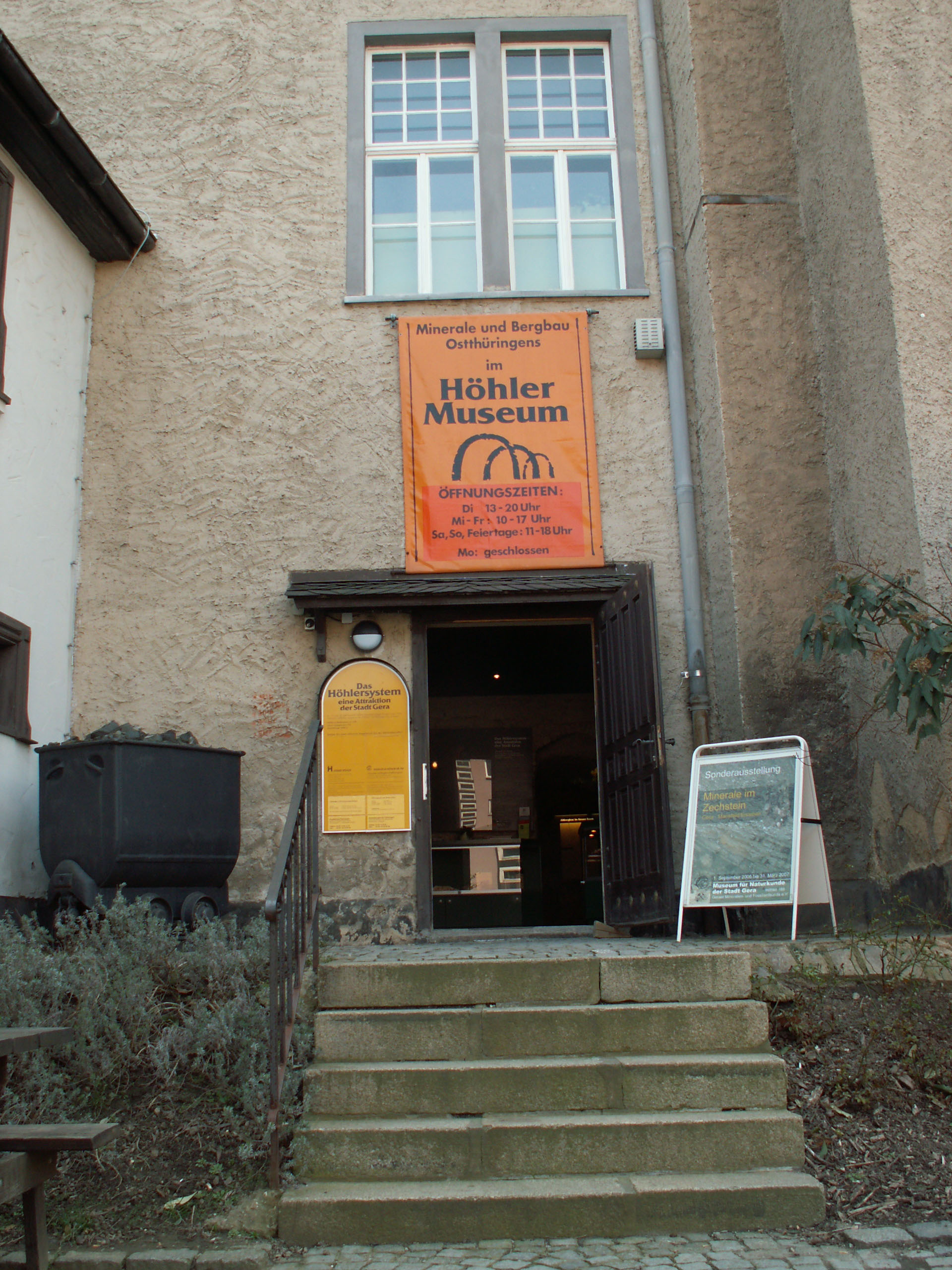
Intrarea în „Muzeul peșterilor”

Peșterile din Gera (în germană Geraer Höhler) sunt un sistem de galerii subterane construite sub aproape toate casele din zona istorică a orașului german Gera, care anterior erau folosite pentru depozitarea berii. Astfel de galerii se găsesc în mai multe orașe din Germania Centrală (Altenburg, Zeitz, Glauchau, Crimmitschau, Eilenburg etc.), dar numai cele din Gera sunt numite „peșteri”.

## Istorie
Fabricarea berii era reglementată în legile orașului Gera din 1487. Până în secolul al XVI-lea în zona orașului Gera se cultiva în primul rând viță-de-vie și se făcea vin, însă în jurul anului 1600 – din diverse motive, inclusiv schimbările climatice – cultivarea hameiului a devenit mai populară. Producătorii de bere au avut nevoie de spații mai mari pentru depozitarea berii, beciurile de sub casele înguste din orașul vechi fiind prea mici și insuficient de răcoroase. Drept consecință, ei au construit „pivnițe sub pivnițe” – așa-numitele „peșteri”. În 1656, se fabrica bere în 99 de case din Gera; în 1853, 221 de gospodării aveau dreptul să producă și să servească bere. Din secolul al XVI-lea până în secolul al XIX-lea au fost create 230 de „peșteri”.

## Contemporaneitate
În luna octombrie a fiecărui an, în Gera are loc „Festivalul peșterii” (în germană Höhlerfest), în cadrul căruia este premiată „cel mai bună” berărie din oraș.